# ANNA (satélite)
ANNA foi um projeto de satélite geodésico esférico que foi lançado sem sucesso pelos Estados Unidos em 1962.
O satélite possuía um emissor de flashes luminosos periódicos que permitiam, que o movimento orbital do satélite fosse mapeado, desde a Terra, através de visores ópticos.
ANNA é um acrônimo formado com as iniciais de "Army-Navy-Nasa-Air Force".